# Independents – War of the Worlds
Independents – War of the Worlds (Originaltitel Independents’ Day) ist ein US-amerikanischer Science-Fiction-Actionfilm aus dem Jahr 2016 von Laura Beth Love, die auch für die Kamera und den Filmschnitt zuständig war. Die The-Asylum-Produktion gilt als Mockbuster der Filme Krieg der Welten, Independence Day und Independence Day: Wiederkehr.

## Handlung
Eine außerirdische Lebensform erreicht die Erde. Schon bald beginnen sie damit, der Weltbevölkerung der Erde den Krieg zu erklären. Der Reihe nach werden die irdischen Streitkräfte vernichtend geschlagen und sämtliche Kernwaffen neutralisiert. Die Außerirdischen stellen den Regierungen ein Ultimatum: Sie haben entweder die Möglichkeit, die Außerirdischen als Herrscher zu akzeptieren und sich als Sklaven innerhalb der nächsten fünf Tage auf einen anderen Planeten deportieren zu lassen oder aber gemeinsam mit der Erde unterzugehen.
Um die Menschheit weiter zu verunsichern, werden sämtliche Regierungsgebäude auf der Welt vernichtet. Auch der Präsident der Vereinigten Staaten kommt bei einem Angriff auf das Weiße Haus ums Leben. So wird Vizepräsidentin Raney zur ersten Präsidentin der Vereinigten Staaten vereidigt. Raney entscheidet sich für eine nicht genannte Option – eine letzte Schlacht für die Freiheit der Menschheit. Aus dem Untergrund heraus wird eine Truppe aus US-Spezialkräften und skrupellosen Schurken zusammengestellt. Des Weiteren wurde eine Geheimwaffe, ein für die Außerirdischen tödliches Virus, entwickelt, mit der es möglich zu sein scheint, gegen die überlegenen Außerirdischen etwas auszurichten. Allerdings besteht bei ihrem Einsatz auch die Gefahr des Weltuntergangs, da nicht bekannt ist, wie das Virus auf Menschen reagiert.
Nach weiteren Angriffen von den Guerillakriegern, die sich selbst Earth First nennen, sucht die Königin der Außerirdischen das persönliche Gespräch mit Raney. Da Major Fry vorher entdeckte, dass die sich in den Transportschiffen befindenden Menschen nicht auf einen sicheren Planeten gebracht werden, sondern im Weltall wie Müll entsorgt werden, geht sie nur scheinbar auf den Deal der Königin ein. Beim Händeschütteln um den Vertrag zu besiegeln infiziert Raney die Königin mit dem Virus. Nach deren Tod beginnen nach und nach die Raumschiffe abzustürzen und die Technologie zu versagen.

## Hintergrund
Gedreht wurde in Los Angeles, Kalifornien. Nicht nur der Filmtitel ähnelt seinen Blockbuster-Vorbildern Krieg der Welten und Independence Day. Auch von der Handlung gibt es einige Parallelen. Er erschien zeitnah mit Independence Day: Wiederkehr.
Die Regisseurin Laura Beth Love spielt im Film eine kleine Nebenrolle.

## Kritik
„[…] Produktionstechnisch solider, aber gänzlich uninspirierter B-Movie als Mischung aus „Independence Day“ und „War of the Worlds“.“